# Епархия Лаббока
Епархия Лаббока (лат. Dioecesis Lubbokensis) — епархия Римско-Католической церкви в городе Лаббок, штат Техас, США. Епархия Лаббока входит в митрополию Сан-Антонио. Кафедральным собором епархии Лаббока является Собор Христа Царя.

## История
25 марта 1983 года Римский папа Иоанн Павел II издал буллу «Monent prudentia», которой учредил епархию Лаббока, выделив её из епархий Амарилло и Сан-Анджело.

## Ординарии епархии
- епископ Майкл Джарби Шиэн[англ.] (25.03.1983 — 17.08.1993) — назначен архиепископом Санта-Фе
- епископ Пласидо Родригес[англ.], C.M.F. (05.04.1994 — 27.09.2016)
- епископ Роберт Милнер Курвер[англ.] (с 27.09.2016)

## Источник
- Annuario Pontificio, Libreria Editrice Vaticana, Città del Vaticano, 2003, ISBN 88-209-7422-3
- Булла Monent prudentia, AAS 75 (1983) I, стр. 603  (англ.)